# Base aérienne de Thanjavur
Pour les articles homonymes, voir TJV et VOTJ.
La base aérienne de Thanjavur ou Thanjavur AFS (code IATA : TJV • code OACI : VOTJ) est un aérodrome militaire (base aérienne) situé dans la ville éponyme du Tamil Nadu en Inde. 
Elle a connue un usage exclusif par l'aviation civile dans les années 1990, une ligne commerciale subventionnée, à destination de Madras, y étaient assurée par la compagnie aérienne Vayudoot (en). L'absence de viabilité économique a rapidement entraînée la suspension de cette desserte. Bien que totalement cédée à l'armée de l'air indienne, qui y a opérée une reconversion complète du site, des politiciens et acteurs publiques locaux et régionaux ont récemment incités (depuis 2022 et 2023) au rétablissement d'un aéroport conjoint, en projet. 

## Base militaire

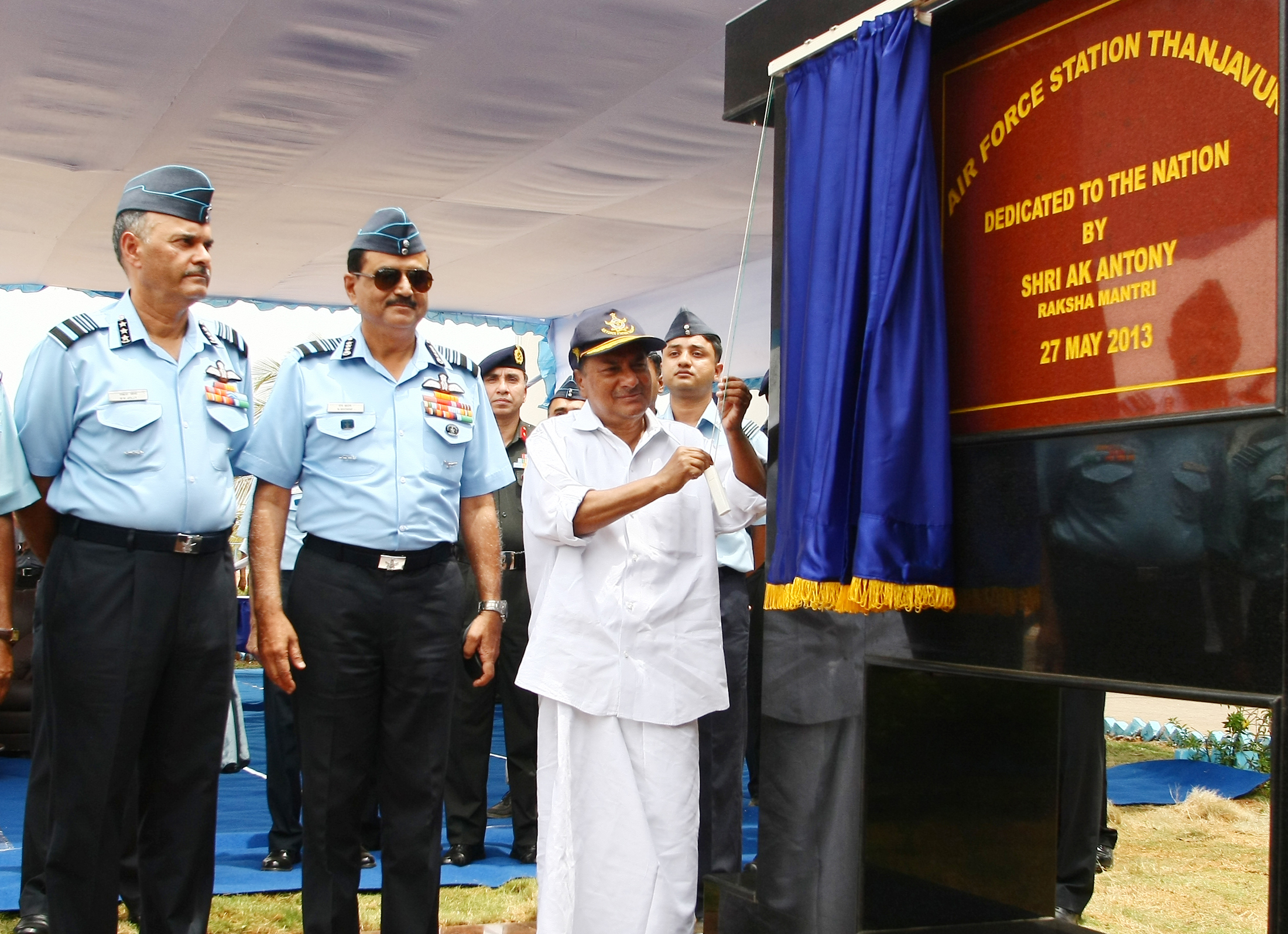
Le ministre A.K. Antony lors de la modernisation de la base.

Elle a été créée en 1940 et accueillait les 36 Sqn, 353 Sqn et 60 Sqn de la RAF sur avions Lockheed Hudson, Wellington 1C, Hawker Hurricane et le 26 septembre 1945, le No. 261 Squadron RAF qui y combattait avec des Republic P-47 Thunderbolt y fut dissous. 

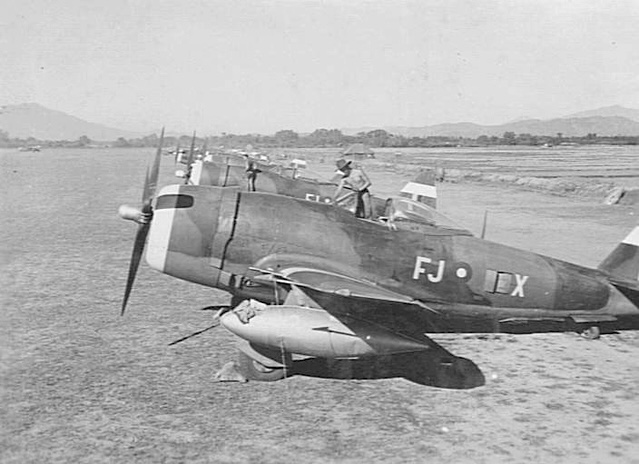
Un Thunderbolt du No. 261 Squadron RAF.

La 47 Wing en 1984 et actuellement des Soukhoï Su-30MKI du No. 222 Squadron IAF y était stationné.